# Peter Dietrich
Peter Dietrich (* 6. března 1944 Neu-Isenburg) je bývalý německý fotbalista, záložník.

## Fotbalová kariéra
V německé bundeslize hrál za Rot-Weiss Essen, Borussii Mönchengladbach a Werder Brémy. V bundeslize nastoupil ve 213 ligových utkáních a dal 21 gólů. V letech 1970 a 1971 získal s Borussií Mönchengladbach mistrovský titul. V Poháru mistrů evropských zemí nastoupil ve 4 utkáních a dal 1 gól. Za reprezentaci Německa nastoupil v roce 1970 v přátelském utkání s Irskem. Byl členem stříbrné reprezentace Německa na Mistrovství světa ve fotbale 1970, ale v zápase nenastoupil.

## Ligová bilance
| Ročník                               | Zápasy | Góly | Klub                     |
| ------------------------------------ | ------ | ---- | ------------------------ |
| Německá fotbalová Bundesliga 1966/67 | 28     | 3    | Rot-Weiss Essen          |
| Německá fotbalová Bundesliga 1967/68 | 32     | 1    | Borussia Mönchengladbach |
| Německá fotbalová Bundesliga 1968/69 | 10     | 2    | Borussia Mönchengladbach |
| Německá fotbalová Bundesliga 1969/70 | 33     | 5    | Borussia Mönchengladbach |
| Německá fotbalová Bundesliga 1970/71 | 28     | 3    | Borussia Mönchengladbach |
| Německá fotbalová Bundesliga 1971/72 | 8      | 2    | Werder Brémy             |
| Německá fotbalová Bundesliga 1972/73 | 20     | 4    | Werder Brémy             |
| Německá fotbalová Bundesliga 1973/74 | 32     | 1    | Werder Brémy             |
| Německá fotbalová Bundesliga 1974/75 | 122    | 0    | Werder Brémy             |
| Německá fotbalová Bundesliga 1975/76 | 10     | 0    | Werder Brémy             |
| CELKEM Německá fotbalová Bundesliga  | 213    | 21   |                          |